# هوکوتو ناکامورا
هوکوتو ناکامورا (انگلیسی: Hokuto Nakamura؛ زادهٔ ۱۰ ژوئیهٔ ۱۹۸۵) بازیکن فوتبال اهل ژاپن است.
از باشگاه‌هایی که در آن بازی کرده‌است می‌توان به باشگاه فوتبال توکیو و باشگاه فوتبال آویسپا فوکوئوکا اشاره کرد.
وی همچنین در تیم ملی فوتبال ژاپن بازی کرده‌است.